# اریتموسور
اریتموسور(نام علمی: Eretmosaurus) نام یک سرده از فراراسته خزنده‌بالگان است.